# سیارک ۲۰۷۳۱
سیارک ۲۰۷۳۱ (به انگلیسی: 20731 Mothediniz، نامگذاری:1999XH151) بیست هزار و هفتصد و سی و یکمین سیارک کشف شده‌است که در ۹ دسامبر ۱۹۹۹ کشف شد.
قدر مطلق سیارک برابر ۲۴.۵ است.